# Voetbalelftal van Bosnië en Herzegovina in 2000
Het Bosnisch voetbalelftal speelde in totaal zeven officiële interlands in het jaar 2000, waaronder twee wedstrijden in de kwalificatiereeks voor de WK-eindronde 2002 in Japan en Zuid-Korea. De ploeg stond onder leiding van Drago Smajlović, de vervanger van Faruk Hadžibegić, behalve in de twee duels tegen Jordanië, toen Bosnië aantrad met de B-selectie onder leiding van Husnija Arapović. Op de in 1993 geïntroduceerde FIFA-wereldranglijst zakte Bosnië in 2000 van de 75ste (januari 2000) naar de 78ste plaats (december 2000).

## Balans
| Wedstrijden | Wedstrijden | Wedstrijden | Wedstrijden | Doelpunten | Doelpunten | Doelpunten | Punten |
| Gespeeld    | Winst       | Gelijk      | Verlies     | Voor       | Tegen      | Saldo      | Punten |
| ----------- | ----------- | ----------- | ----------- | ---------- | ---------- | ---------- | ------ |
| 7           | 3           | 1           | 3           | 7          | 8          | –1         | 1.000  |

## Interlands
|                                                      |                                         |       |                |                                                                                     |
| 24 januari Vriendschappelijk № 34 «onderlinge duels» | Qatar                                   | 2 – 0 | Bosnië en Her. | Grand Hamad Stadion, Doha Toeschouwers: 5.000 Scheidsrechter: Hani Tali Balan (QAT) |
| 24 januari Vriendschappelijk № 34 «onderlinge duels» | Mustafa Mubarak 65' Mustafa Mubarak 90' |       |                | Grand Hamad Stadion, Doha Toeschouwers: 5.000 Scheidsrechter: Hani Tali Balan (QAT) |

|                                                    |          |       |                |                                                                                    |
| 11 maart Vriendschappelijk № 35 «onderlinge duels» | Jordanië | 0 – 0 | Bosnië en Her. | Prins Mohammed Stadion, Zarqa Toeschouwers: 2.000 Scheidsrechter: Abdul Omar (JOR) |
| 11 maart Vriendschappelijk № 35 «onderlinge duels» |          |       |                | Prins Mohammed Stadion, Zarqa Toeschouwers: 2.000 Scheidsrechter: Abdul Omar (JOR) |

|                                                    |                           |       |                                       |                                                                                               |
| 15 maart Vriendschappelijk № 36 «onderlinge duels» | Jordanië                  | 1 – 2 | Bosnië en Her.                        | Prins Mohammed Stadion, Zarqa Toeschouwers: 2.000 Scheidsrechter: Salem Mahmoud Mujghef (JOR) |
| 15 maart Vriendschappelijk № 36 «onderlinge duels» | Muayed Saleem Mansour 28' |       | 20' Faruk Ihtijarević 60' Omer Joldić | Prins Mohammed Stadion, Zarqa Toeschouwers: 2.000 Scheidsrechter: Salem Mahmoud Mujghef (JOR) |

|                                                    |                    |       |           |                                                                                   |
| 29 maart Vriendschappelijk № 37 «onderlinge duels» | Bosnië en Herz.    | 1 – 0 | Macedonië | Bilino Polje, Zenica Toeschouwers: 17.000 Scheidsrechter: Miroslav Vitković (CRO) |
| 29 maart Vriendschappelijk № 37 «onderlinge duels» | Muhamed Konjić 88' |       |           | Bilino Polje, Zenica Toeschouwers: 17.000 Scheidsrechter: Miroslav Vitković (CRO) |

|                                                       |                                 |       |         |                                                                                     |
| 16 augustus Vriendschappelijk № 38 «onderlinge duels» | Bosnië en Herz.                 | 2 – 0 | Turkije | Stadion Koševo, Sarajevo Toeschouwers: 7.000 Scheidsrechter: Delče Jakimovski (MKD) |
| 16 augustus Vriendschappelijk № 38 «onderlinge duels» | Elvir Bolić 39' Marko Topić 90' |       |         | Stadion Koševo, Sarajevo Toeschouwers: 7.000 Scheidsrechter: Delče Jakimovski (MKD) |

|                                                               |                  |       |                                         |                                                                                    |
| 2 september WK-kwalificatie № 39 «onderlinge duels» 19:15 uur | Bosnië en Herz.  | 1 – 2 | Spanje                                  | Stadion Koševo, Sarajevo Toeschouwers: 28.700 Scheidsrechter: Herbert Fandel (GER) |
| 2 september WK-kwalificatie № 39 «onderlinge duels» 19:15 uur | Elvir Baljić 41' |       | 39' Gérardo Lopez 72' Joseba Etxeberría | Stadion Koševo, Sarajevo Toeschouwers: 28.700 Scheidsrechter: Herbert Fandel (GER) |

|                                                              |                                                      |       |                     |                                                                                 |
| 11 oktober WK-kwalificatie № 40 «onderlinge duels» 19:30 uur | Israël                                               | 3 – 1 | Bosnië en Her.      | Ramat Gan Stadion, Tel Aviv Toeschouwers: 30.000 Scheidsrechter: Dick Jol (NED) |
| 11 oktober WK-kwalificatie № 40 «onderlinge duels» 19:30 uur | Eyal Berkovich 12' Yossi Abuksis 62' Yaniv Katan 76' |       | 48' Bruno Akrapović | Ramat Gan Stadion, Tel Aviv Toeschouwers: 30.000 Scheidsrechter: Dick Jol (NED) |

## FIFA-wereldranglijst
| JAN | FEB | MAR | APR | MEI | JUN | JUL | AUG | SEP | OKT | NOV | DEC |
| --- | --- | --- | --- | --- | --- | --- | --- | --- | --- | --- | --- |
| 75  | 81  | 83  | 76  | 76  | 77  | 80  | 82  | 74  | 78  | 77  | 78  |

## Statistieken
- In onderstaand overzicht zijn de twee oefenduels tegen Jordanië niet verwerkt, omdat Bosnië in die wedstrijden aantrad met de B-selectie.

| Adnan Gušo         | 1975-11-30 | FK Željezničar      | 5 | 0 | 0 | 7  | 0  |
| Mirsad Dedić       | 1968-02-21 | Budućnost Banovići  | 0 | 1 | 0 | 26 | 0  |
| Verdediging        |            |                     |   |   |   |    |    |
| Mirsad Hibić       | 1973-10-11 | Atlético Madrid     | 4 | 0 | 0 | 16 | 0  |
| Faruk Hujdurović   | 1970-05-14 | Energie Cottbus     | 4 | 0 | 0 | 6  | 0  |
| Mirza Varešanović  | 1972-05-31 | Austria Wien        | 4 | 0 | 0 | 20 | 0  |
| Muhamed Konjić     | 1970-05-14 | Coventry City       | 2 | 0 | 1 | 20 | 1  |
| Sead Kapetanović   | 1972-01-21 | Borussia Dortmund   | 1 | 0 | 0 | 14 | 0  |
| Jasmin Mujdža      | 1974-03-02 | Hapoel Petach Tikwa | 1 | 0 | 0 | 9  | 0  |
| Edis Mulalić       | 1975-10-25 | FK Željezničar      | 1 | 0 | 0 | 2  | 0  |
| Vedin Musić        | 1973-03-11 | Antalyaspor         | 1 | 0 | 0 | 9  | 0  |
| Miro Klaić         | 1976-07-12 | NK Brotnjo Čitluk   | 0 | 2 | 0 | 2  | 0  |
| Ramiz Husić        | 1973-10-01 | FK Rudar Kakanj     | 0 | 1 | 0 | 1  | 0  |
| Middenveld         |            |                     |   |   |   |    |    |
| Hasan Salihamidžić | 1977-01-01 | Bayern München      | 4 | 0 | 0 | 19 | 4  |
| Bruno Akrapović    | 1967-09-26 | Energie Cottbus     | 3 | 1 | 1 | 4  | 1  |
| Edin Mujčin        | 1970-01-14 | Dinamo Zagreb       | 3 | 0 | 0 | 18 | 1  |
| Nermin Šabić       | 1973-12-21 | FK Željezničar      | 3 | 0 | 0 | 22 | 0  |
| Omer Joldić        | 1977-01-01 | FK Željezničar      | 1 | 2 | 0 | 8  | 0  |
| Faruk Ihtijarević  | 1976-05-01 | NK Maribor          | 1 | 1 | 0 | 7  | 0  |
| Bakir Beširević    | 1965-11-03 | NK Osijek           | 1 | 0 | 0 | 19 | 0  |
| Enes Demirović     | 1972-06-13 | Hapoel Petach Tikwa | 1 | 0 | 0 | 12 | 0  |
| Sejad Halilović    | 1969-03-16 | NK Osijek           | 1 | 0 | 0 | 15 | 0  |
| Adnan Kevrić       | 1970-05-02 | SSV Ulm 1846        | 1 | 0 | 0 | 2  | 0  |
| Dženan Zaimović    | 1973-09-25 | Fortuna Düsseldorf  | 1 | 0 | 0 | 1  | 0  |
| Samir Muratović    | 1976-02-25 | Chemnitzer FC       | 0 | 2 | 0 | 5  | 0  |
| Samir Duro         | 1977-10-18 | NK Maribor          | 0 | 1 | 0 | 2  | 0  |
| Ivica Huljev       | 1975-02-13 | NK Posušje          | 0 | 1 | 0 | 1  | 0  |
| Nenad Mišković     | 1975-10-13 | Partizan Belgrado   | 0 | 1 | 0 | 1  | 0  |
| Aanval             |            |                     |   |   |   |    |    |
| Elvir Bolić        | 1971-10-10 | Rayo Vallecano      | 5 | 0 | 1 | 25 | 11 |
| Sergej Barbarez    | 1971-09-17 | Hamburger SV        | 4 | 0 | 0 | 12 | 1  |
| Elvir Baljić       | 1974-07-08 | Fenerbahçe          | 3 | 0 | 1 | 18 | 6  |
| Marko Topić        | 1976-01-01 | Austria Wien        | 1 | 3 | 1 | 15 | 2  |
| Meho Kodro         | 1967-01-12 | Maccabi Tel Aviv    | 1 | 0 | 0 | 13 | 3  |
| Almir Memić        | 1975-10-16 | LASK Linz           | 0 | 1 | 0 | 1  | 0  |

N/FS BiH · A-internationals · Bondscoaches · Statistieken · Bosnisch vrouwenelftal · Bosnië U23 · Bosnië U21 · Bosnië U19 · Bosnië U18 · Bosnië U17 · Bosnië U16
1995 – 1999 ·
2000 – 2009 ·
2010 – 2019 ·
2020 − 2029
WK 2014
1995 · 
1996 · 
1997 · 
1998 · 
1999 · 
2000 · 
2001 · 
2002 · 
2003 · 
2004 · 
2005 · 
2006 · 
2007 · 
2008 · 
2009 · 
2010 · 
2011 · 
2012 · 
2013 · 
2014 · 
2015 · 
2016 · 
2017 · 
2018 ·
2019 ·
2020 ·
2021 ·
2022 ·
2023 ·
2024
Albanië ·
Algerije ·
Andorra ·
Argentinië ·
Armenië ·
Azerbeidzjan ·
Bahrein ·
Bangladesh ·
België ·
Brazilië · 
Bulgarije ·
Chili ·
China ·
Costa Rica ·
Cyprus ·
Denemarken ·
Duitsland ·
Egypte ·
Engeland ·
Estland ·
Faeröer ·
Finland ·
Frankrijk ·
Georgië ·
Ghana ·
Gibraltar ·
Griekenland ·
Hongarije ·
Ierland · 
IJsland ·
Indonesië ·
Iran ·
Israël ·
Italië ·
Ivoorkust ·
Japan ·
Joegoslavië · 
Jordanië ·
Kazachstan ·
Koeweit ·
Kroatië ·
Letland ·
Liechtenstein ·
Litouwen ·
Luxemburg ·
Maleisië ·
Malta ·
Mexico ·
Moldavië ·
Montenegro ·
Nederland ·
Nigeria ·
Noord-Ierland ·
Noord-Macedonië ·
Noorwegen ·
Oekraïne ·
Oezbekistan ·
Oman ·
Oostenrijk ·
Paraguay ·
Polen ·
Portugal ·
Qatar ·
Roemenië ·
San Marino ·
Schotland ·
Senegal ·
Servië en Montenegro ·
Slovenië ·
Slowakije ·
Spanje ·
Tsjechië ·
Tunesië · 
Turkije ·
Verenigde Staten · 
Vietnam ·
Wales ·
Wit-Rusland ·
Zimbabwe ·
Zuid-Korea ·
Zweden ·
Zwitserland
Argentinië (2014) ·
Iran (2014) ·
Nigeria (2014)